# 교화방송
교화방송은 대한민국 법무부 교정본부에서 전국 교정시설에 송출하는 방송이며 보라미방송이라고도 한다
교정시설에서 하루에 15시간 이내로 방송을 할 수 있다는 형집행법에 근거함.

## 교화방송 채널
보라미방송이라고 한다.

### 텔레비전 방송
예전에는 수용자 거실 마다 일반채널 교육채널 가운데 하나를 고정하여 시청하게 한다.
 프로그램은 비슷하며 다만 시간대나 방송 시기가 조금씩 차이가 있었다.

주중에는 9시30분부터 11시에 오전방송, 14시부터 16시에 오후방송, 17시30분부터 21시에 저녁방송을 하며 프로그램 사이에 공익광고와 뮤직비디오 등을 편성하였다.

주말과 공휴일에는 9시부터  시작하여 저녁 배식 전에 중단하는 것을 제외하고 21시까지 편성하며 저녁 8시 뉴스 전에는 국내외 영화를 편성하였다.

주중에는 KBS1뉴스 주말에는 MBC와 SBS 뉴스를 교차 편성하며 KBS1 일일드라마와 KBS2 주말연속극은 고정편성으로 송출했다. 다만 그날 녹화한것을 심의한후에 몇주후에 내보내는것이 특징이었다.
이후 2020년부터 코로나 19 이후 교화방송에서는 주중 저녁 및 주말 하루종일 지상파 방송을 고정하며 생방송으로 내보낸다.

일반 채널의 경우 남성의 경우 KBS1, 여성의 경우는 MBC, 교육의 경우는 SBS를 생방송으로 내보내는것이 특징이다.

### 라디오 방송
정오 12시부터 13시까지 전국 교정시설 수용자들의 사연을 소개하는 함께 만드는 희망이야기라는 제목의 프로그램을 편성하며 수요일은 디제이 신디, 그외 월부터 금요일까지는 디제이 영이라 소개하는 최미영이 진행한다. 매주 월요일에 개요일에 그매 강일구가 씹고 맛보는 팝송, 화요일에 유쌤의  상담, 수요일에 이원복이  고정 게스트로 출연하며 목요일에는 11시 30분부터  사연소개없이 음악방송으로 진행한다.
아침 7시부터 1시간 동안 공중파 라디오 방송을 편성하며 교정시설마다 재량적으로 편성한다.

## 같이 보기
- 교정본부
- 트위터
- 라디오 교화방송
- 교도소
- 교도관
- 교도관 계급
- 법무부
- 계호업무지